# Церковь Святой Маргариты (Лотбери, Лондон)
Церковь Святой Маргариты на Лотбери (Сент-Маргарет; англ. St Margaret Lothbury) — англиканская приходская церковь на улице Лотбери (Сити) города Лондона (Великобритания); была основана в XII века; нынешнее здание было построено после Великого пожара, между 1686 и 1690 годами по проекту Кристофера Рена. С 1950 года входит в список памятников архитектуры.

## История и описание
Церковь Святой Маргариты на улице Лотбери была основана в XII веке: самое раннее сохранившееся упоминание о храме на этом месте датируется 1185 годом. Храм принадлежал аббатисе и монастырю Баркинг (Barking Abbey) до роспуска английских монастырей — после чего храм перешёл в королевскую собственность. Церковное здание было перестроено в 1440 году: основные финансовые средства на обновление поступили от лондонского купца Роберта Ларджа (Robert Large, ум. 1441), который являлся в тот период лорд-мэром и патронировал Уильяма Кекстона.
Церковь Святой Маргариты, как и многие лондонские церкви, сильно пострадала во время Великого лондонского пожара, произошедшего в 1666 году. Храм был восстановлен по проекту архитектора Кристофера Рена в период с 1686 по 1690 год. Храм на улице Лотбери отличается деревянной отделкой, перенесённой сюда из многочисленный церквей XVII века, снесённых в последующие века. В храме есть работы резчика Гринлинга Гиббонса — включая, вероятно, купель для крещения, которая раньше располагалась в храме Святого Олава (St Olave’s Church, Old Jewry).
В 1781 году приход соседней церкви Святого Кристофера (Сент-Кристофер-ле-Стокс, St Christopher le Stocks) — которая была снесена, чтобы освободить место для пристройки к зданию Банка Англии — был объединен с приходом Святой Маргарет на Лотбери. Две картины — изображения библейских персонажей Моисея и Аарона — по бокам от главного алтаря были получены храмом Святой Маргариты от церкви Сент-Кристофер-ле-Стокс. Церковный орган в храме Святой Маргариты был построен Джорджем Пайком (George Pike England) в 1801 году: инструмент был отреставрирован в 1984 году — сегодня он стоит в своем оригинальном футляре и содержит почти полностью оригинальные трубопроводы. 4 января 1950 года церковное здание было внесено в список памятников архитектуры первой степени (Grade I).